# Westhaven-Moonstone
Westhaven-Moonstone es un lugar designado por el censo ubicado en el condado de Humboldt en el estado estadounidense de California. En el año 2000 tenía una población de 1,044 habitantes y una densidad poblacional de 50 personas por km².

## Geografía
Westhaven-Moonstone se encuentra ubicado en las coordenadas 41°2′N 124°6′O / 41.033, -124.100. Según la Oficina del Censo, la ciudad tiene un área total de 20,9 km² (8,1 mi²), de la cual 20,9 km² (8,1 mi²) es tierra y 0 km² (0 mi²) (0%) es agua.

## Demografía
Según la Oficina del Censo en 2000 los ingresos medios por hogar en la localidad eran de $36,000, y los ingresos medios por familia eran $34,615. Los hombres tenían unos ingresos medios de $37,000 frente a los $21,964 para las mujeres. La renta per cápita para la localidad era de $21,493. Alrededor del 11.8% de la población estaban por debajo del umbral de pobreza.